# Franz Christoph Neubauer
Franz Christoph Neubauer (Hořín vers el 1760 - Bückeburg, 11 d'octubre de 1795) fou un compositor i violinista txec-alemany originari de Bohèmia.
Dotat de gran precocitat, encara era un infant quan ja es feia aplaudir en públic, tant com a compositor o com a violinista. Després de romandre alguns anys a Praga, es traslladà a Viena, on freqüentà l'amistat de Haydn i Mozart i va fer representar la seva òpera Ferdinand und Yarico. Després residí successivament a Espira, Heilbronn, Magúncia i Coblença, trobant arreu una acollida excel·lent. El 1798 fou nomenat mestre de capella del príncep de Neilburg, però en set envaït el país pels francesos el seu refugi de Minden, residint allà fins que el príncep de Schaumburg el cridà a Bückeburg com a director de concerts a les ordes de Johann Christoph Friedrich Bach, que dirigia la capella càrrec en el qual el succeí a la mort de J.C.F. Bach.
Dotat de gran talent natural i d'extraordinàries aptituds musicals, les seves composicions, tanmateix es ressenten de la precipitació amb què foren escrites i de la manca de sòlids estudis, però es recomanen, per contra, per la fluïdesa de la melodia i el sentiment del ritme. Deixà Simfonies, quartets, trios, sonates, concerts i melodies vocals, tot en gran nombre.